# Allophycocyanin

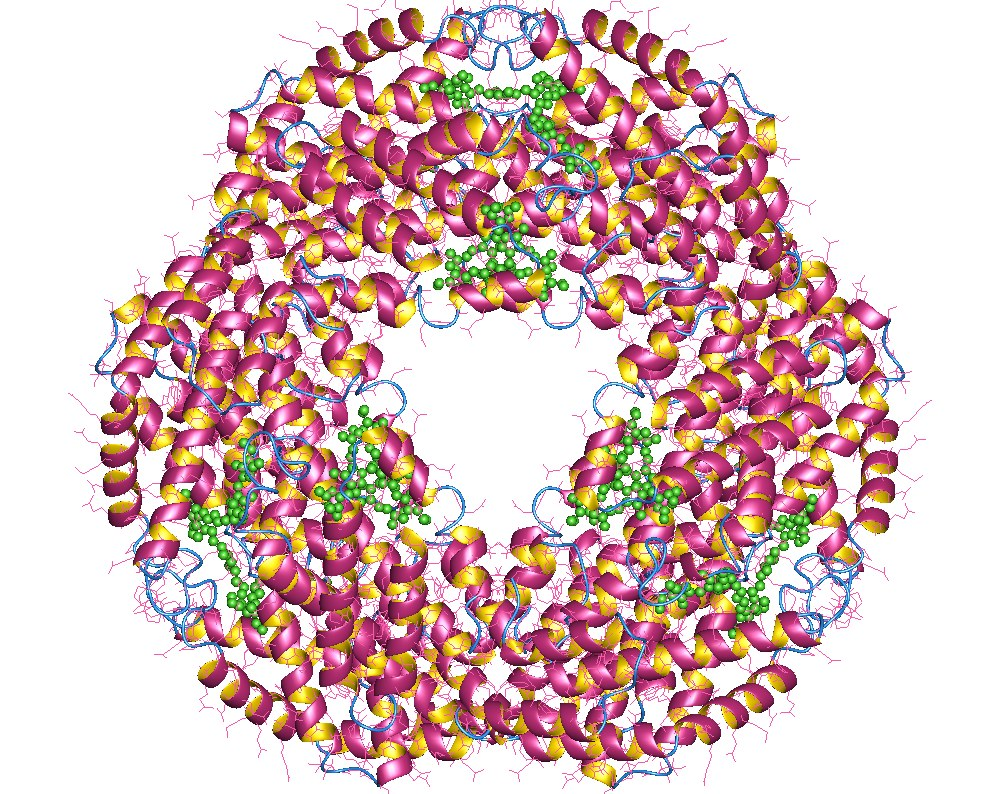
Allophycocyanin von Gloeobacter violaceus.

Allophycocyanin ist ein rotes biologisches Pigment, das an der Photosynthese der Cyanobakterien und Rotalgen beteiligt ist und gehört zu den Phycobilinproteinen.
Dieses Protein hat eine Molekülmasse von rund 80 kDa. An einen Antikörper gekoppelt ist es einer der hellsten Fluoreszenzfarbstoffe, der für die FACS-Analyse verwendet wird und dient auch dem fluoreszenzmikroskopischen Nachweis von spezifischen Antigenen. Es wird dazu durch einen HeNe-Laser bei 633 nm angeregt und emittiert dann Licht der Wellenlänge 680 nm.